# Raid sur Constanța
Front de l'Est (Seconde Guerre mondiale)
Batailles
- Constanța
- 26 juin 1941
- 9 juillet 1941
- München
- Odessa
- Crimée (1941)
- 6 décembre 1941
- Jibrieni
- Cap Burnas
- Kertch-Eltigen
- Crimée (1944)

- Raids soviétiques de surface
- Opérations navales roumaines

Campagnes sous-marines
- 1941
- 1942
- 1943
- 1944

Le raid sur Constanța ou attaque contre Constanza était une opération, qui aurait dû être coordonnée, des forces soviétiques, maritimes et aériennes contre le port roumain de Constanța le 26 juin 1941, alors que les forces de l'Axe, dont la Roumanie était membre, venaient d'attaquer l'URSS. Ce raid a été la seule rencontre entre les principaux navires de guerre en mer Noire pendant la Seconde Guerre mondiale. L'attaque était censée être un effort coordonné entre les navires et les avions soviétiques pour diviser l'attention des défenseurs, mais les bombardiers n'ont pas attaqué aux heures désignées.
Venus de Sébastopol, deux destroyers leader de flottille soviétiques reçurent l'ordre de bombarder le port de Constanza tôt le matin, couverts par un croiseur et un troisième destroyer. Ils ont causé quelques dégâts, mais ils ont été engagés par l'artillerie côtière de l'Axe et par plusieurs navires roumains. Les deux destroyers ont été légèrement endommagés et se sont retirés sous le feu, pénétrant dans un champ de mines roumain ; l'un des destroyers a été coulé et le croiseur a été endommagé par les mines alors qu'ils quittaient la zone.
Plusieurs groupes de bombardiers soviétiques sont ensuite venus attaquer la ville ce jour-là et la nuit suivante, mais n'ont touché que les zones d'habitation et n'ont causé aucun dommage à leurs cibles. Neuf de ces bombardiers ont été abattus par des tirs antiaériens et des chasseurs roumains. Cet échec a amené les Soviétiques à être beaucoup plus prudents dans l'utilisation de leurs vaisseaux à portée des défenses de l'Axe.

## Contexte

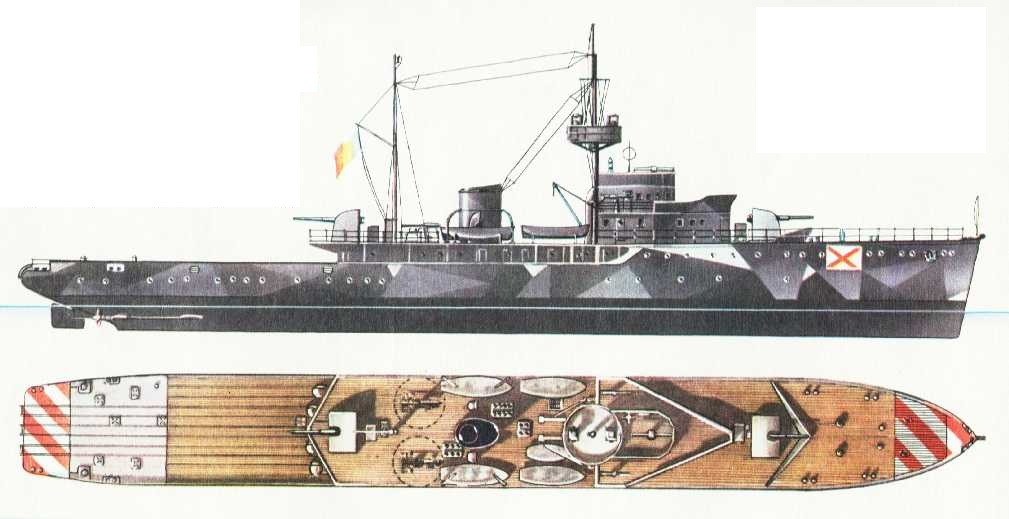
Mouilleur de mines roumain Amiral Murgescu.

Après l'adhésion de la Roumanie au Pacte tripartite en novembre 1940, les Allemands purent construire des batteries d'artillerie côtière pour renforcer les défenses côtières roumaines obsolètes, y compris la batterie Tirpitz au sud de Constanza, armée de trois batteries de canon de 28 cm SK L/45 de la Première Guerre mondiale. La batterie était servie par 700 membres du personnel de la Kriegsmarine, bien qu'elle fût nominalement sous contrôle roumain comme toutes les forces de l'Axe en Roumanie. 
Prévenus par Adolf Hitler de la date prévue pour l'invasion allemande de l'Union soviétique, nom de code Opération Barbarossa, le 22 juin 1941, les mouilleurs de mines roumains Amiral Murgescu et Regele Carol I et Aurora ont posé 1000 mines entre les caps Midia et Tuzla pour protéger Constanza entre le 16 et le 19 juin. 
Le 22 juin, l'aviation roumaine lance des attaques contre les aérodromes soviétiques de Bessarabie (région roumanophone occupée par l'URSS un an auparavant), détruisant 37 avions soviétiques au sol. En représailles, quatre bombardiers légers Tupolev SB du 40e régiment d'aviation de bombardiers de la flotte de la mer Noire et quatre bombardiers Iliouchine DB-3 du 2e régiment d'aviation mineur-torpilleur ont attaqué sans succès Constanza au cours de l'après-midi. Deux SB ne sont pas revenus de ce raid. Le pilote de chasse roumain Horia Agarici (en) a été crédité d'avoir abattu trois bombardiers SB pendant le raid et a été célébré comme un héros national dans une chanson de propagande . Trois autres DB-3 ont bombardé plus tard Constanza cette nuit-là sans effets militaires ni pertes. Un proportion importante des bombes soviétiques n'ont pas explosé. Avec l'échec de ces attaques aériennes, le vice-amiral soviétique Filipp Oktyabrsky (en), commandant de la flotte de la mer Noire, a décidé de lancer une attaque aérienne et navale combinée sur Constanza et un assaut maritime sur les bouches du Danube.

## Bombardement
Deux destroyers de classe Leningrad, Moskva et Kharkov, couverts par le croiseur Vorochilov, et les destroyers Soobrazitelny et Smyshleny, ont été organisés en une escadre pour l'attaque. Cependant, ce dernier destroyer s'est échoué en route et a dû retourner au port. Les Soviétiques avaient aussi le cuirassé Parijskaya Komouna (« Commune de Paris ») en attente à 160 km au large, pour exploiter tout succès initial et les bombardiers soviétiques se sont également joints à l'attaque.

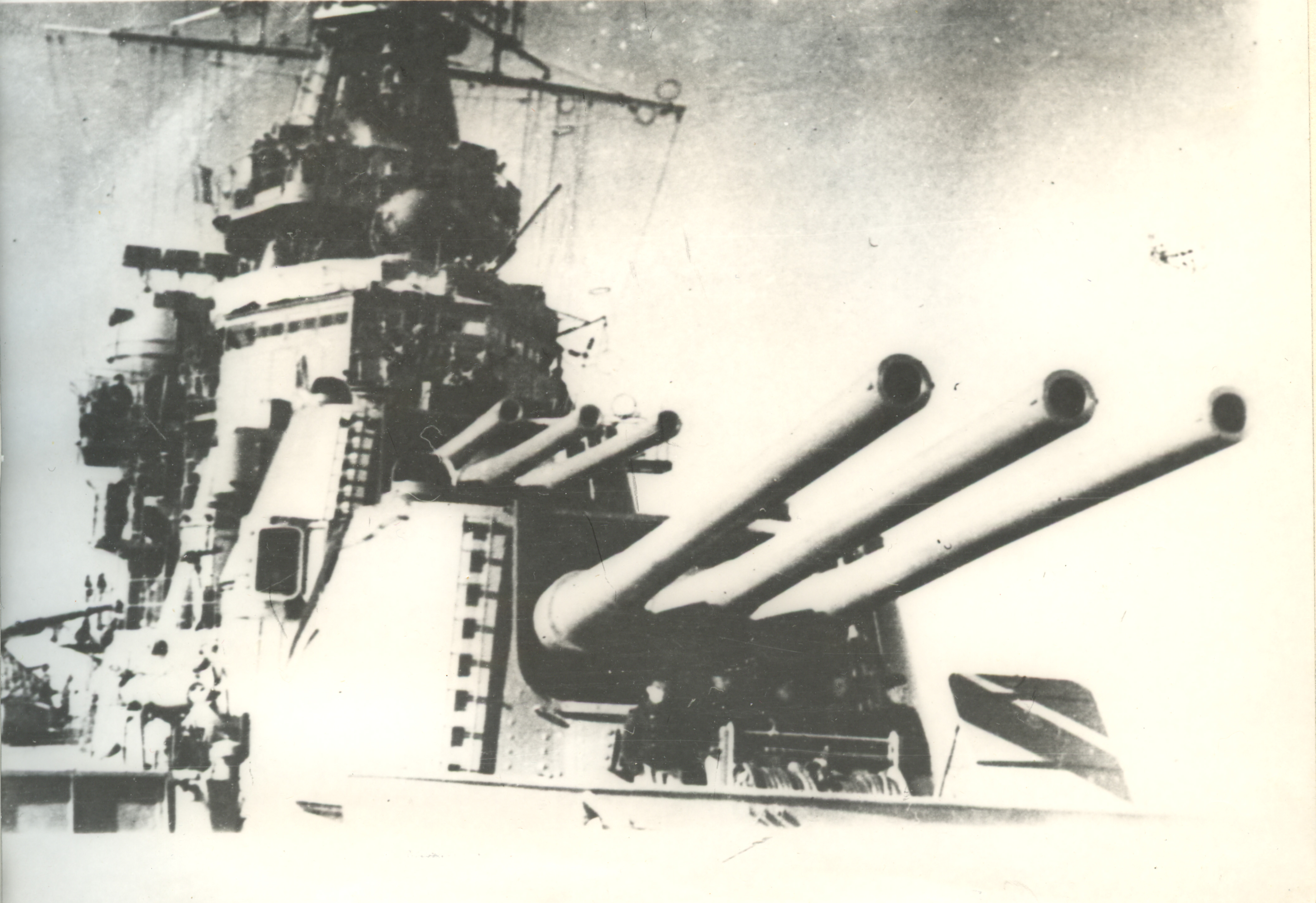
Batterie du croiseur Vorochilov.

L'escadre a approché et bombardé Constanza aux premières heures du 26 juin 1941, mettant le feu à quelques réservoirs de pétrole et entrepôts, et endommageant l'infrastructure portuaire. Les Roumains s'attendaient à un raid soviétique et leurs défenses, comprenant les destroyers Regina Maria et Mărăști et la batterie côtière allemande Tirpitz, étaient prêts à engager les navires soviétiques. En dix minutes, à partir de 03 h 58, Moskva et Kharkov ont tiré pas moins de 350 obus avec leurs canons de 130 mm. Les deux navires de guerre roumains ont ouvert le feu avec leurs canons de 120 mm à une distance de 23 km à 04h12, touchant le Kharkov à 04 h 20. La batterie Tirpitz a également ouvert le feu à 04 h 22. Moskva a été endommagée à son tour par les tirs des navires de guerre roumains, son grand mât étant abattu par un obus de 120 mm. Le Kharkov pour sa part a été endommagé par la batterie Tirpitz. Les Soviétiques ont alors commencé à se retirer, mais ont rencontré un champ de mines roumain. Moskva a touché une mine et a coulé, avec 268 marins tués et 69 survivants capturés par les Roumains. Vorochilov a également été endommagé par une mine qui a explosé quand Soobrazitelny a déclenché son système paravane.

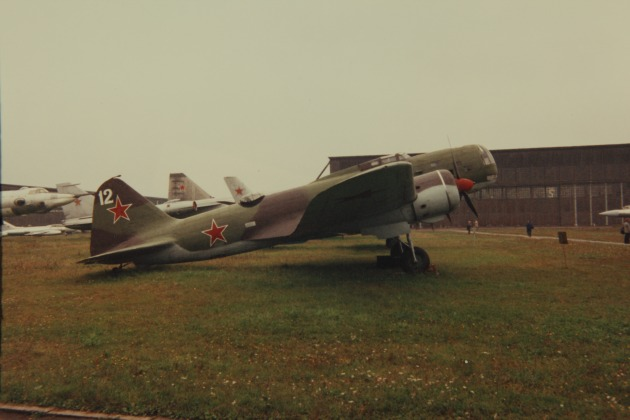
bombardier soviétique Iliouchine DB-3.

L'aviation à long rayon d'action et la 63e brigade aéronavale soviétique de la flotte de la mer Noire a mené des attaques contre des cibles à Bucarest, Sulina, Tulcea, Constanza et sur les bouches du Danube le matin du 26 juin. Dix-sept Iliouchine DB-3 du 21e Régiment de bombardiers à longue portée ont décollé de leur aérodrome de Saky en Crimée. Le tir antiaérien depuis les navires dans le port de Constanza était dense et au moins un bombardier a délibérément largué ses bombes dans la mer. Après avoir bombardé Constanza, ils ont été interceptés par des chasseurs ennemis Messerschmitt Bf 109 et des IAR-80, et un bombardier a été abattu. De leur côté les artilleurs des bombardiers soviétiques ont affirmé avoir abattu deux chasseurs ennemis. Le régiment soviétique a perdu sept avions ce matin-là, toutes causes confondues, et deux autres sont rentrés en Crimée avec un moteur en panne. Par la suite, les commandants de l'aviation à longue portée ont décidé que leurs bombardiers ne survoleraient la Roumanie que la nuit. 

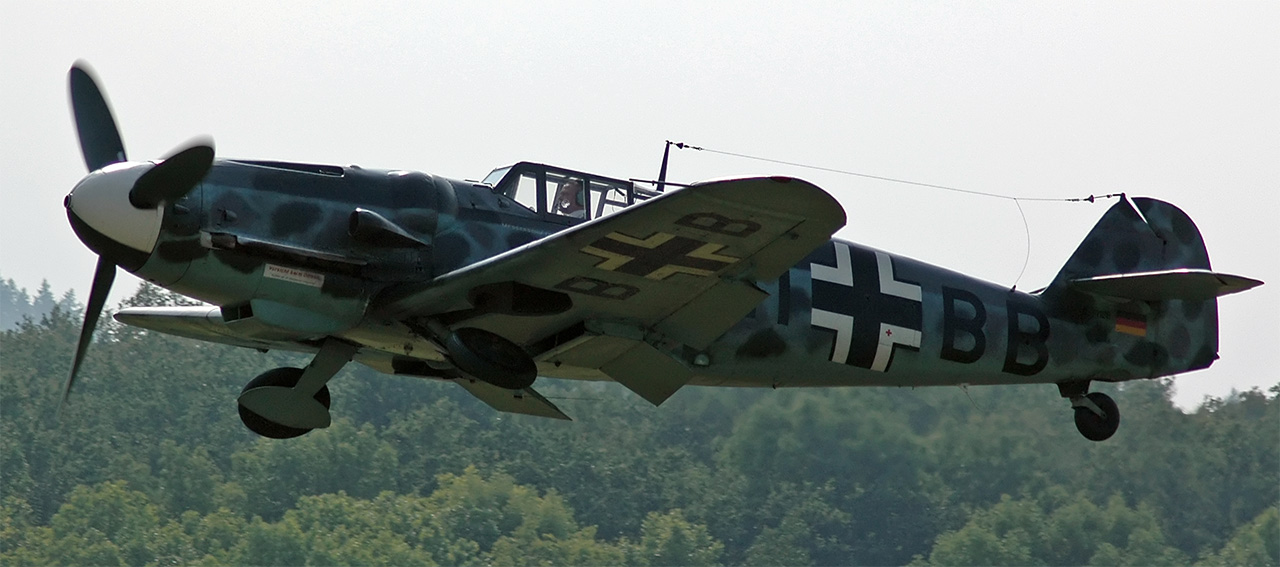
Chasseur Messerschmitt Bf 109.

Les opérations de la 63e Brigade soviétique d'aviation navale ont été mieux coordonnées dans le bombardement sur Constanza en trois vagues. La première devait avoir lieu avant que les navires roumains n'ouvrent le feu, la deuxième vague devait être simultanée avec le bombardement, et la dernière devait distraire les forces de l'Axe lorsque les navires soviétiques se retireraient. Les deux bombardiers bimoteurs Iliouchine Il-4 du 2e régiment d'aviation mineur et torpilleur, qui composait la première vague, ont dû revenir en raison de problèmes mécaniques avant d'atteindre leur cible. Des deux bombardiers rapides SB de la deuxième vague, l'un est revenu à cause d'un dysfonctionnement et l'autre a été abattu. La troisième vague a été interceptée par un escadron de chasseurs Messerschmitt Bf 109 du 3e groupe Jagdgeschwader 52, bien après que Moskva ait coulé. En tout Sept SB ont réussi à toucher des cibles à Constanza.
Les forces allemandes affirment avoir abattu 11 DB-3 et 7 SB ; les Roumains affirment avoir abattu 9 Tupolev SB pendant la bataille, deux d'entre eux étant revendiqués par le Amiral Murgescu et un par le Mărăşti. Les six avions restants ont été abattus par des batteries antiaériennes roumaines Ansaldo de 102 mm (4 po). L'échec de ce raid soviétique, ainsi que d'autres pertes subies par la flotte de la mer Noire, ont amené le vice-amiral Filipp Oktyabrsky (en) à être beaucoup plus prudent dans son utilisation des navires de guerre de surface.

### Articles externes
- (ru) Flotte de la mer Noire
- (en) Romanian Armed Forces in the Second World War